# 冷碛镇
冷碛镇，是中华人民共和国四川省甘孜藏族自治州泸定县下辖的一个乡镇级行政单位。2019年12月，撤销杵坭乡，将其所属行政区域划归冷碛镇管辖，冷碛镇人民政府驻桐子林村3组216号。

## 行政区划
冷碛镇下辖以下地区：
冷碛老街道社区、冷碛新街道社区、扒湾村、团结村、木瓜沟村、梅子坪村、桐子林村、潘沟村、黑沟村、镇座落村、和平村、尖茶坪村、甘露寺村和甘谷地村。